# Wolkenstraße

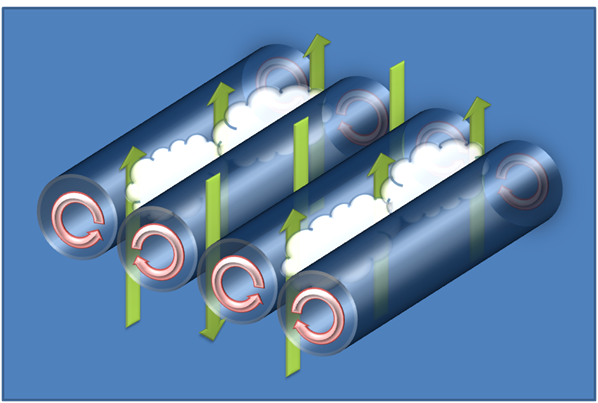
Vereinfachtes Schema

Als Wolkenstraße bezeichnet man die Erscheinung bänderförmig angeordneter Cumuluswolken. Konvektive, vertikale Luftbewegungen werden vom Wind beeinflusst, sodass die Auf- und Abwindfelder sich entlang der Windrichtung als Wirbeln mit horizontaler Achse ausbreiten. Bei ausreichender Luftfeuchtigkeit bilden sich über den Aufwindfeldern Aufreihungen an Cumuluswolken, die Wolkenstraßen. Dieselbe Auf- und Abwindstruktur kann bei trockener Luft auch ohne Wolkenbildung entstehen. Durch die geringeren Reibungsverluste an den Rändern, sind die Aufwinde in Aufreihungen in der Regel stärker als einzelne Aufwinde.
Da Wolkenstraßen ein konstantes Aufwindfeld aufweisen, bieten sie ideale Voraussetzung für Schnellflug mit Gleitschirm, Hängegleiter oder Segelflugzeug. Bei Wetterlagen mit einzelnen Aufwindquellen müssen im Aufwind Kreise geflogen werden, während es im Abwind geradeaus vorgeflogen wird. Unter einer Wolkenstraße können mehrere Kilometer, teilweise sogar hunderte von Kilometern in oder gegen die Windrichtung beinahe geradeaus zurückgelegt werden. Da keine Pausen zum Kreisen benötigt werden, ist die Durchschnittsgeschwindigkeit in der Regel deutlich höher.